# NGC 3530
NGC 3530 је спирална галаксија у сазвежђу Велики медвед која се налази на NGC листи објеката дубоког неба.
Деклинација објекта је + 57° 13' 49" а ректасцензија 11h 8m 40,3s. Привидна величина (магнитуда) објекта NGC 3530 износи 13,8 а фотографска магнитуда 14,6. NGC 3530 је још познат и под ознакама UGC 6188, MCG 10-16-64, CGCG 291-30, ARAK 278, PGC 33766.